# Passeridae
Pour l’article homonyme, voir Passeridae (Sibley).
Passéridés
Famille
Les Passeridae (ou Passéridés) sont une famille de passereaux. Cette famille est composée d'une cinquantaine d'espèces réparties dans 8 genres.

## Liste des genres
D'après la classification de référence (version 3.5, 2013) du Congrès ornithologique international :
- Carpospiza (1 espèce)
- Gymnoris (4 espèces)
- Hypocryptadius (1 espèce)
- Montifringilla (3 espèces)
- Onychostruthus (1 espèce)
- Passer (28 espèces)
- Petronia (1 espèce)
- Pyrgilauda (4 espèces)

## Liste des espèces
D'après la classification de référence (version 5.2, 2015) du Congrès ornithologique international (ordre phylogénique) :